# 三楽荘
三楽荘（さんらくそう）は、広島県庄原市東城町東城345-1にある建築物（町屋）。本館、離れ、茶室、土蔵、門及び塀が登録有形文化財。旧保澤家住宅（きゅうほざわけじゅうたく）とも言われる。

## 歴史
東城は東城浅野家の陣屋町であり、街道東城路に沿って町並みが形成されている。
1891年（明治24年）、保澤定四郎によって保澤家の主屋（後の三楽荘本館）が建てられた。棟梁は横山林太郎。保澤家は呉服反物商や醤油醸造業を営む商家だった。その後1909年（明治42年）に離れが、昭和初期に茶室が増築されている。西側には禅仏寺がある。
戦後には保澤家が旅館業に転向し、主屋が三楽荘本館となった。2010年（平成22年）に旅館が廃業となると、建物などが庄原市に寄贈された。2011年（平成23年）1月26日、本館、離れ、茶室、土蔵、門及び塀の5件が登録有形文化財に登録された。東城町域では初の登録である。2016年（平成28年）にはヤマモトロックマシンの工場群・自治寮群も登録されている。

## 建築
- 本館
  - 木造2階建、入母屋造、桟瓦葺[1]。街道東城路に東面して建ち、東城路沿いには出格子を有する[1]。桁行18メートル、梁間17メートル[1]。立ちの高い2階は黒漆喰で塗りこめられ、虫籠窓を有する[1]。
- 離れ
  - 木造2階建、入母屋造、桟瓦葺[3]。
- 茶室
  - 木造平屋建、桟瓦葺[3]。
- 土蔵
  - 木造2階建、切妻造、桟瓦葺[3]。
- 門及び塀
  - 木造、桟瓦葺[3]。

## 交通アクセス
- JR芸備線東城駅から徒歩
- 中国自動車道東城インターチェンジから車で約5分